# Manuel Lanza
Manuel Lanza (Santander, Cantàbria, 27 de julio de 1965) és un baríton espanyol. Lanza és considerat entre els millors barítons espanyols. És membre de la Companyia Lírica de Santander. De vegades intervé amb l'Orquestra Nacional (ONE), amb el qual va intervenir durant el Dia d'Espanya (24 de juny 2008) a l'Expo de Saragossa.
Estudià música a Santander i en 1988 es traslladà a viure a Madrid on ingressà a l'Escola Superior de Cant. A Madrid va ser alumne d'Isabel Penagos i de Montserrat Caballé. Més endavant començaria la seva trajectòria de premis i debutaria professionalment en 1990 en el Teatre de la Zarzuela de Madrid amb l'obra La del Manojo de Rosas. S'especialitzà en Gioacchino Rossini i Giacomo Puccini, debutant en 1992 en el Rossini Opera Festival amb La Scala di Seta. En 1993 debutà en el Metropolitan Opera amb l'obra La Bohème. En 1995 debutà en el Staatsoper de Viena amb la famosa peça El Barber de Sevilla. A l'any següent es traslladà a treballar a la famosa La Scala de Milà amb l'obra Les Troyens.
Ha treballat en els millors òperes del món, principalment a Suïssa, Àustria, Itàlia, França, Alemanya i Espanya. Al continent americà ha actuat als Estats Units i a Mèxic. S'especialitzà en Giacomo Rossini, destacant principalment en El barber de Sevilla, entre les seves millors actuacions va ser a l'Opera de Zuric en 2001 quan feia el paper de Figaro.
També ha interpretat en sarsueles espanyoles com La leyenda del beso en el Teatre de la Zarzuela de Madrid i estrenada per primera vegada en 1924.
La sarsuela La Dolores de Tomás Bretón dirigida per Antoni Ros Marbà, en la que participà en un paper secundari, guanyà un Grammy Llatí al millor àlbum clàssic en 2000. Ha treballat amb altres barítons com Carlos Chausson o Carlos Álvarez Rodríguez. També ha treballat amb cantants d'òpera de molt de pes com Vesselina Kasarova, Reinaldo Macías, Nicolai Ghiaurov, etc.

## Premis[4]
- Concurs de Cant de la ciutat de Logroño (1989)
- Concurs de Cant de l'ONCE (1989)
- Concurs Internacional "Julian Gayarre" de Pamplona (1989)